# Bchira Ben Mrad
Bchira Ben Mrad (arabe : بشيرة بن مراد), née en 1913 et morte le 4 mai 1993, est une militante féministe et indépendantiste tunisienne. Elle fonde en 1936 l'Union musulmane des femmes de Tunisie (UMFT), qu'elle préside jusqu'à sa dissolution par Bourguiba en 1956.

## Biographie

### Famille
Elle naît dans une ancienne famille tunisoise d'intellectuels religieux (ouléma) d'origine ottomane qui remonterait à Ali Khodja Al Hanafi, un militaire ottoman et imam de l'armée, arrivé à Tunis pour la bataille menée en 1574 à La Goulette contre l'armée de Charles Quint. Officier de l'armée de Koca Sinan Pacha, il a un fils, prénommé Mohamed, de son épouse autrichienne originaire de Graz. Celui-ci a deux fils, l'un Murad qui donne la lignée des Ben Mrad, l'autre Mohamed qui donne la lignée des Belkhodja.
Bchira Ben Mrad est la fille d'un Cheikh El Islam, Mohamed Salah Ben Mrad, et la petite-fille d'un mufti de Tunis, Hmida Ben Mrad. Sa mère Sallouha est la fille d'un autre Cheikh El Islam, Mahmoud Belkhodja. Elle meurt alors que sa fille n'a que dix ans.
Son père lui donne, ainsi qu'à ses sœurs, une éducation traditionnelle et des cours particuliers à domicile dispensés par un ami de la famille, le cheikh Manachou. Elle épouse Ahmed Zahar.

### Militantisme
C'est après avoir entendu une discussion entre dirigeants nationalistes sur la situation désastreuse du pays, à laquelle assistent notamment Mahmoud El Materi, que s'enracine chez Bchira Ben Mrad un sentiment patriotique et qu'elle a l'idée de créer un cadre qui permette aux femmes d'être actives au sein du mouvement national.
En 1936, Ali Belhouane et d'autres militants organise sans succès une kermesse pour collecter de l'argent en faveur des étudiants maghrebins installés en France. C'est alors que Ben Mrad décide d'en organiser une avec les femmes ; elle obtient l'accord des dirigeants nationalistes, comme Belhouane et Mongi Slim tout d'abord sceptiques, et créé un comité d'organisation composé de Naïma Ben Salah, Tawhida Ben Cheikh (première femme médecin en Tunisie), les filles Hajjaji (dont le père est ministre), Hassiba Ghileb (petite-fille du Cheikh El Médina Sadok Ghileb) et Nébiha Ben Miled (épouse d'Ahmed Ben Miled) : elles réussissent à regrouper 9 000 personnes au Dar El Fourati, demeure d'une famille bourgeoise de commerçants, et à collecter une importante somme d'argent remise aux responsables nationalistes. Une semaine plus tard, en mai 1936, elle fonde l'UMFT, constituant ainsi la première organisation féminine tunisienne. Avec le soutien de son père et de ses sœurs, elle édite de nombreux articles dans la revue de son père, Chams al-Islam (Le soleil de l'islam).
L'UMFT collabore avec le Néo-Destour. L'association, qui n'obtient son visa qu'en 1951, établit ses statuts qui ont pour but de tisser des connaissances entre les femmes, de les orienter vers l'instruction dans les limites de la morale et de la religion et de promouvoir les institutions destinées aux jeunes et aux enfants. Les membres permanents du bureau sont Hamida Zahar (secrétaire générale et sœur de Bchira), Tawhida Ben Cheikh (première femme médecin en Tunisie), Badra Ben Mustapha (une des six premières sages-femmes diplômées en 1932), Nébiha et Essia Ben Miled (sœurs de Bchira), Hassiba Ghileb, Souad Ben Mahmoud, Naïma Ben Salah, Jalila Mzali et Mongiya Ben Ezzeddine. D'autres femmes se joignent à l'UMFT comme militantes, à l'instar de Moufida Bourguiba, Wassila Ben Ammar, Radhia Haddad et Fethia Mzali.

### Oubli
En 1956, Habib Bourguiba, qui tient Bchira Ben Mrad en grande estime, lui écrivant, lui rendant visite à plusieurs occasions, et l'appelant Um Tunes (mère de la Tunisie), l'ignore complètement lors de l'indépendance. Il dissout son mouvement et lance l'Union nationale de la femme tunisienne, ne citant pas une seule fois son nom. Bchira Ben Mrad en est fortement humiliée, et se montre amère du manque de reconnaissance de tous ceux qu'elle a aidé financièrement.
Elle est faite commandeur de l'ordre de l'Indépendance en 1989, aux côtés d'autres femmes dont Badra Ben Mustapha, mais meurt dans l'oubli.

## Hommages
Plusieurs rues portent son nom afin d'honorer sa mémoire. La célébration de son centenaire intervient le 1er décembre 2013 au Théâtre municipal de Tunis et un ouvrage lui est alors consacré.